# بيري فلمنغ
بيري فلمنغ (بالإنجليزية: Berry Fleming)‏ (19 مارس 1899 - 15 سبتمبر 1989)؛ روائي أمريكي.